# David A. Freedman (Statistiker)

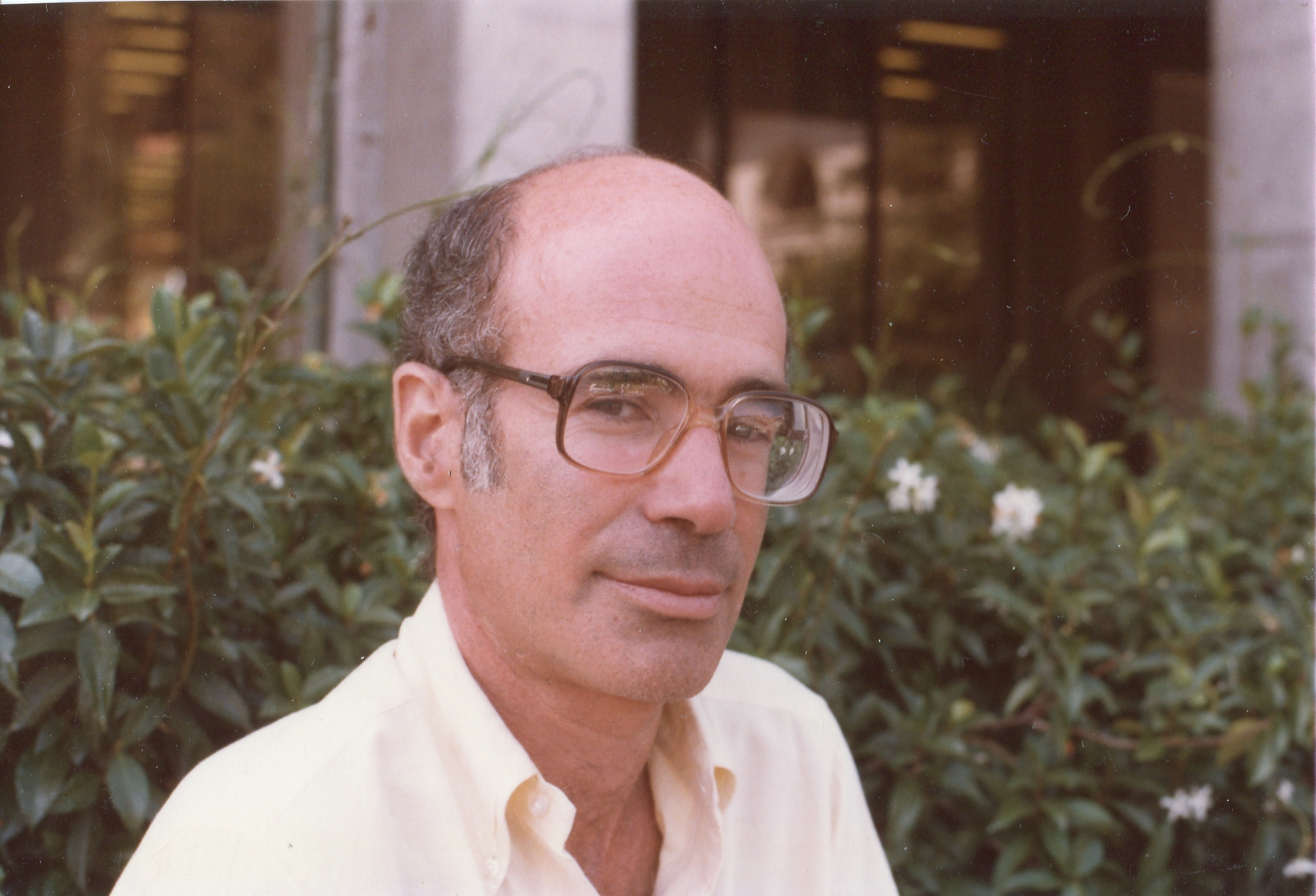
David A. Freedman

David Amiel Freedman (* 5. März 1938 in Montreal, Kanada; † 17. Oktober 2008 in Berkeley, Kalifornien) war ein kanadisch-US-amerikanischer angewandter und mathematischer Statistiker.

## Leben
Freedman studierte an der McGill University mit dem Bachelor-Abschluss 1958 und an der Princeton University mit dem Master-Abschluss 1959 und der Promotion bei  William Feller 1960 (Mixtures of stochastic processes). Als Post-Doktorand war er 1960/61 Canada Council Fellow am Imperial College London. 1961 wurde er Lecturer und 1962 Professor an der University of California, Berkeley. 1990 war er Miller Fellow in Berkeley.
Er war Gastprofessor in Athen, Caracas (1970/71), Jerusalem (1968/69), Kuwait (1981), London und Mexiko-Stadt (1973).
Freedman war zweimal verheiratet und hatte zwei Kinder.

## Werk
Freedman befasste sich zunächst mit mathematischer Statistik (Bayessches Lernen) und wurde dann ein international führender Wissenschaftler in angewandter Statistik. Er beriet Banken, Wirtschaftsunternehmen staatliche und andere Organisationen über Anwendung der Statistik zum Beispiel im Wahlrecht, in der Frage von Diskriminierung am Arbeitsplatz, gerechten Löhnen, der Flugbahn von Golfbällen, dem Rinderwahnsinn, ökologischen Fragen, Eisenbahn-Besteuerung, Fehlern von Preis-Scannern, Mehrfach-Unterschriften bei Petitionen, Brustkrebs, Erdbebenwahrscheinlichkeit. Mit seinem Kollegen Kenneth Wachter sagte er vor dem US-Kongress bezüglich statistischer Korrekturen bei den Volkszählungen 1980 und 1990 aus. Der oberste Gerichtshof der USA folgte ihren Empfehlungen im Sinn des US-Handelsministeriums. Seine Einführung in die Statistik für Juristen fand in den USA weite Verbreitung in Juristenkreisen. Es ist beim Federal Judicial Center der US-Justiz veröffentlicht.
Er untersuchte wie sich statistische Methoden verhalten, wenn die zugrundeliegenden Annahmen falsch sind und charakterisierte Fälle, in denen die Methoden auch dann noch gut funktionierten und Fälle, in denen das nicht der Fall war unabhängig von der Qualität der Daten. Zum Beispiel wies er 1965 (On the asymptotic behaviour of Bayes estimates in the discrete case) nach, dass die Methode des Bayesschen Lernens (Satz von Bernstein-von-Mises) im Fall abzählbar unendlich großer Sampling-Populationen fast überall zusammenbricht. Bei endlicher Sampling-Population funktioniert die Methode dagegen (Joseph L. Doob 1948). Mit Persi Diaconis zeigte er 1986, dass dieses Resultat auch Auswirkung bei hochdimensionalen Problemen hat.
Mit Diaconis gab er 1981 eine Abschätzung der Klassenbreite in Histogrammen (Regel von Freedman und Diaconis, siehe  Histogramm#Konstruktion eines Histogramms).
Seine Einführung in die Statistik erschien zuerst 1978 und erlebte vier Auflagen. Sie wurde ins Chinesische, Ungarische und Spanische übersetzt.
In der mathematischen Statistik befasste er sich auch mit Markow-Ketten, Brownscher Bewegung und Diffusion, Ergodentheorie, Martingalen.

## Mitgliedschaften und Ehrungen
Freedman war Fellow des Institute of Mathematical Statistics, der American Statistical Association und seit 1991 der American Academy of Arts and Sciences. 2003 erhielt er den John J. Carty Award. 1964 bis 1966 war er Sloan Research Fellow. Der Asteroid (19969) Davidfreedman ist nach ihm benannt.

## Schriften
- On the asymptotic behaviour of Bayes estimates in the discrete case, 2 Teile, Annals of Mathematical Statistics, Band 34, 1963, S. 1386–1403, Band 36, 1965, S. 454–456.
- Markov Chains, Holden-Day 1971, Springer 1983
- Brownian Motion and Diffusion, Holden-Day 1971, Springer 1983
- Statistical models: theory and practice, Cambridge UP 2005
- mit Robert Pisani, Roger Purves: Statistics, New York: W. W. Norton, 1978, 4. Auflage 2007
- Statistical Models and Causal Inference: A Dialogue with the Social Sciences, Cambridge UP 2009 (Herausgeber David Collier, Jasjeet Sekhon, Philip B Stark)
- mit David Kaye: Reference Guide on Statistics, in: Reference Manual on Scientific Evidence, Online, National Academy, Federal Judicial Center
- mit Diaconis: On the consistency of Bayes estimates, Annals of Statistics, Band 14, 1986, S. 1–26, Project Euclid
- On the Bernstein von Mises theorem with infinite dimensional parameter, Annals of Statistics, Band 27, 1999, S. 1119–1140